# Cleopatra (Sängerin)
Cleopatra Pantazi (* 1963 in Athen) ist eine griechische Popsängerin.

## Hintergrund
Durch den Rundfunk ERT wurde sie ausgewählt, Griechenland beim Eurovision Song Contest 1992 in Malmö zu vertreten. Mit dem Ethno-Popsong Olou tou kosmou i elpida erreichte sie den fünften Platz.
Sie zog sich in den 2000er Jahren vom Musikgeschäft zurück.

## Diskografie
Alben
- 1992: Cleopatra
- 1994: Ola Ta S’Agapo